# Oh Happy Day
Oh, Happy Day es un programa musical de TV3 producida con la colaboración de Veranda televisió en qué nueve grupos vocales y coros de todo Cataluña compiten interpretando canciones para convencer el jurado del programa.
Oh, Happy Day es una versión del programa de la NBC Clash of the Choirs, que en España se emitió en Cuatro desde enero de 2008 con el título de La batalla de los coros. Un año más tarde fue emitido por Euskal Telebista con el mismo nombre que la versión de TV3. En el 2015, la Televisión de Galicia también empezó a emitir una versión del programa con el mismo nombre que la versión catalana. El programa cuenta con una aplicación móvil que permite al público acceder a contenidos exclusivos y participar en la elección del concurso. También edita un disco con los mejores temas del programa.
El grupo vocal DeuDeVeu, que el 2014 publicó el disco Junts, ganó la primera edición del programa. El conjunto coral In Crescendo, que se unieron para participar en el programa, fueron los ganadores de la segunda edición celebrada el 20 de diciembre del 2014. El grupo Quartet Mèlt resultaron ganadores de la tercera edición del programa. La gran final de la primera temporada lideró la audiencia televisiva en Cataluña con un 19,8% de cuota.
A principios de noviembre de 2016, la cadena TV3 anunció que Anna Simon presentará la 4.ª edición del formato que comenzará a emitirse en 2017.

## Programa
Presentado por el actor y doblador Eduard Farelo, el programa se ha emitido cada sábado por la noche. El jurado estuvo formato por la actriz Sílvia Abril, el director del Corazón del Orfeón de Lérida y de la Joven Orquesta de Cerdanyola Pedro Pardo, el músico y líder del grupo La Casa Azul, Guillo Milkyway, y la cantante y actriz de musical Elena Gadel. En la segunda edición, se incorporaron las cantantes y actrices Mone y Bàrbara Mestanza en sustitución de Sílvia Abril y Elena Gadel. El año 2015, en la tercera edición, los miembros del jurado han pasado a ser Daniel Anglès, Chenoa y Roger Coma.
Según la mecánica del programa, se nominan tres coros y una es eliminada la semana siguiente, proceso que se repite hasta llegar a la gran final con los tres coros que sigan en juego. Durante la tercera edición del programa, los coros eran nominados y expulsados la misma semana. Durante la gran final los espectadores votan el coro ganador entre los 3 finalistas. Además de las actuaciones de los corazones, cada semana se ofrecen varios vídeos de seguimiento donde se ve cómo afrontan los ensayos del nuevo repertorio que tendrán que defender en el programa, se conoce mejor su población y las historias humanas y personales que hay detrás de los colectivos de cantantes.

### Primera edición (2013)
Los cástines de la primera edición empezaron el abril de 2013 y participaron más de cuarenta coros y grupos vocales de Cataluña. A mediados de junio del mismo año se anunciaron los cuatro miembros del jurado: Sílvia Abril, Guillo Milkyway, Elena Gadel y Pedro Pardo; así como el presentador, Eduard Farelo. Los nueve coros seleccionados para participar en esta primera edición del concurso fueron Coral·lí, DeuDeVeu, Flumine, Geriona, Gospelians&Gràcia, Messengers, Ol'Green, Singfònics y Tons y Sons. 
La primera gala se emitió por Tv3 el 21 de septiembre de 2013 consiguiendo un 17,8% de la audiencia (459.000 espectadores). Después de 13 galas, la final se celebró el 21 de diciembre de 2013 con un 19,8% de la cuota (558.000 espectadores), ganando DeuDeVeu esta primera edición con un 37,8% de los votos del público, quedan en segundo lugar Messengers con un 34,1% de los votos y Ol'Green terceros con un 28,1% de los votos.
Durante la temporada, el programa recibió actuaciones de invitados como los grupos catalanes Els Pets y Obses, el elenco del musical Sonrisas y Lágrimas u otras formaciones corales como The Hanfris Cuarteto, La Coral Infantil de Saint Marc, o The Georgia Mass Choirs. 
| Posición | Coro              | Origen           |
| -------- | ----------------- | ---------------- |
| 1        | DeuDeVeu          | Barcelona        |
| 2        | Messengers        | Barcelona        |
| 3        | Ol' Gren          | Barcelona        |
| 4        | Geriona           | Gerona           |
| 5        | Tons y Sons       | Tarrasa          |
| 6        | Gospelians&Gràcia | Barcelona/Gerona |
| 7        | Singfònics        | Tarrasa          |
| 8        | Flumine           | Tortosa          |
| 9        | Coral·lí          | Barcelona        |

### Segunda edición (2014)
Los cástines de la segunda edición se celebraron entre mayo y junio de 2014. A mediados de septiembre anunciaron que Mone y Bàrbara Mestanza sustituirían a Sílvia Abril y Elena Gadel como jurado del concurso. Los coros seleccionados para participar en esta edición del concurso fueron Amarcord, Cantabile, Fusions, In Crescendo, Lutiana, MusicVox, Tasted de Gospel, The New Zombies y Vakombà. En esta segunda edición se implantó la novedad de escoger la mejor canción de la noche, un premio dado por el jurado a uno de los coros entregándoles la inmunidad a las nominaciones durante la semana siguiente.
La primera gala se emitió el 4 de octubre de 2014 con un 16,8% de la audiencia (426.000 espectadores). Después de 11 galas, la final se emitió en directo el 20 de diciembre de 2014 con un 17,9% de la audiencia (472.000 espectadores), ganando In Crescendo con un 50% de los votos, quedando en segundo lugar Cantabile con un 32,8% de los votos y Amarcord en tercer lugar con un 17,2%.
Durante las galas, los corazones contaron con las actuaciones de artistas invitados como Gisela, Marc Parrot, Joan Colomo o Anna Roig.
| Posicó | Coro             | Origen       | Mejores canciones |
| ------ | ---------------- | ------------ | ----------------- |
| 1      | In Crescendo     | Granollers   | Galas 6 y 7       |
| 2      | Cantabile        | Barcelona    | Galas 1 y 3       |
| 3      | Amarcord         | Barcelona    | Galas 4 y 8       |
| 4      | Music Vox        | Esparraguera |                   |
| 5      | Lutiana          | Arbucias     |                   |
| 6      | Vakombà          | Sabadell     | Gala 5            |
| 7      | Tastet de Gospel | Taradell     | Gala 2            |
| 8      | The New Zombies  | Barcelona    |                   |
| 9      | Fusions          | Palamós      |                   |

### Tercera edición (2015)
Entre mayo y junio de 2015 se realizaron los cástines por la tercera edición del programa. El junio de este más se anunció que Daniel Anglès, Chenoa y Roger Coma sustituirían el jurado de las temporadas anteriores. También se implantaron cambios en la mecánica del programa. El jurado daría sus valoraciones a los coros y finalmente votaría a través de unos pulsadors. El coro que tuviera dos o más micrófonos rojos quedaba nominado y podía ser expulsado aquella misma gala. También se anunció la implantación de la figura del coach, un director de una de las corales participantes en ediciones anteriores, que ayudaría los concursantes durante su paso por el programa. Los selcciondos fueron Gerard Ibáñez (DeuDeVeu), Marc Sambola (Amarcord) y Michèle Alderete (Ol'Green). La última novedad fue la de repescar uno de los coros eliminados durante el programa.
En esta edición los cástines finales se emitieron por televisión los días 19 y 26 de septiembre y finalmente los corazones seleccionados para participar en esta edición fueron 10: 4 18, Còctel, Estoc de Veus, Giovinetto, Jarks, Melòdics, Quartet Mèlt, TNT, Veuscomsí y Wimen. 
La primera gala se emitió el 3 de octubre de 2015 con un 16% de la audiencia (41.000 espectadores). Después de 9 galas, la final se emitió en directo el 28 de noviembre de 2015 con un 22,1% de la audiencia (553.000 espectadores), ganando el Quartet Mèlt con un 57,3% de los votos, seguidos de Giovinetto con un 22,6% y Jarks con un 20,1% de los votos.
| Posición          | Coro          | Origen            | Entrenador | Mejor canción  |
| ----------------- | ------------- | ----------------- | ---------- | -------------- |
| 1                 | Quartet Mèlt  | Barcelona         | Gerard     | Gala 2         |
| 2                 | Giovinetto    | Puig-reig         | Michèle    | Galas 3 y 6    |
| 3                 | Jarks         | Barcelona         | Michèle    | Galas 1, 5 y 7 |
| 4 (repescados), 8 | Còctel        | Barcelona         | Marc       |                |
| 5                 | Veuscomsí     | Barcelona         | Gerard     | Gala 4         |
| 6                 | TNT           | Barcelona         | Michèle    |                |
| 7                 | Wimen         | Barcelona         | Marc       |                |
| 8                 | Melòdics      | Barcelona         | Marc       |                |
| 9                 | 4 18          | Barcelona         | Gerard     |                |
| 10                | Estoc de Veus | Mollet del Vallès | Michèle    |                |

### Cuarta edición (2017)
El 19 y 20 de noviembre de 2016 se inició el casting para la cuarta edición de Oh Happy Day en el Fòrum de Barcelona. El jurado a cargo de esta nueva edición son: Peter Vives, Gisela y Daniel Anglès y se sustituye a Eduard Farelo por la presentadora Anna Simon quien retorna a TV3. 
Dichos cástines se emitieron el 14 y 21 de enero de 2017 en televisión y los elegidos para concursar fueron: 4gami, Acústic5, Friendship Sound, Henna, Jukebox, Kundala (participaron en Acapela en #0), Le Due Donne, Loka Linda, Not Named, Obmud, Sotavent y Sound Six.
La primera gala se emitió el 28 de enero de 2017 con 435.000 espectadores y 15,6% de share siendo el programa más visto del día.

## Temporadas
| Temporada | Número de episodios | Fechas de emisión                                  |
| --------- | ------------------- | -------------------------------------------------- |
| 1         | 15                  | 21 de septiembre de 2013 - 28 de diciembre de 2013 |
| 2         | 15                  | 27 de septiembre de 2014 - 3 de enero de 2015      |
| 3         | 15                  | 5 de septiembre de 2015 - 12 de diciembre de 2015  |
| 4         | 15                  | 7 de gener de 2017 - 15 d’abril de 2017            |

## Discografía
- Oh Happy Day. Les Millors Cançons - Música Global (2013)
- Oh Happy Day (2a temporada) - Música Global (2014)
- Oh Happy Day (3a temporada) - Música Global (2015)

## Audiencia

### Primera edición (2013)
| Programa              | Estreno                  | Audiencia       |
| --------------------- | ------------------------ | --------------- |
| Gala 1                | 21 de septiembre de 2013 | 17,8% / 459.000 |
| Gala 2                | 28 de septiembre de 2013 | 18,5% / 478.000 |
| Gala 3                | 5 de octubre de 2013     | 10,2% / 261.000 |
| Gala 4                | 12 de octubre de 2013    | 12,2% / 327.000 |
| Gala 5                | 19 de octubre de 2013    | 9,7% / 260.000  |
| Gala 6                | 26 de octubre de 2013    | 12,4% / 343.000 |
| Gala 7                | 2 de noviembre de 2013   | 14,6% / 398.000 |
| Gala 8                | 9 de noviembre de 2013   | 16,9% / 460.000 |
| Gala 9                | 16 Novembere 2013        | 16,9% / 519.000 |
| Gala 10               | 23 de noviembre de 2013  | 15,1% / 430.000 |
| Gala 11 (Semifinal 1) | 30 de noviembre de 2013  | 16,7% / 479.000 |
| Gala 12 (Semifinal 2) | 8 de diciembre de 2013   | 14,9% / 415.000 |
| Gala 13 (Final)       | 21 de diciembre de 2013  | 19,8% / 558.000 |

### Segunda edición (2014)
| Programa              | Estreno                 | Audiencia       |
| --------------------- | ----------------------- | --------------- |
| Gala 1                | 4 de octubre de 2014    | 16,8% / 426.000 |
| Gala 2                | 11 de octubre de 2014   | 14,0% / 319.000 |
| Gala 3                | 18 de octubre de 2014   | 12,2% / 281.000 |
| Gala 4                | 25 de octubre de 2014   | 14,0% / 393.000 |
| Gala 5                | 1 de noviembre de 2014  | 10,4% / 252.000 |
| Gala 6                | 8 de noviembre de 2014  | 10,1% / 297.000 |
| Gala 7                | 15 de noviembre de 2014 | 11,8% / 320.000 |
| Gala 8                | 22 de noviembre de 2014 | 10,1% / 297.000 |
| Gala 9 (Semifinal 1)  | 29 de noviembre de 2014 | 14,0% / 414.000 |
| Gala 10 (Semifinal 2) | 6 de diciembre de 2014  | 11,7% / 318.000 |
| Gala 11 (Final)       | 20 de diciembre de 2014 | 17,9% / 472.000 |

### Tercera edición (2015)
| Programa           | Estreno                  | Audiencia       |
| ------------------ | ------------------------ | --------------- |
| Casting 1          | 19 de septiembre de 2015 | 12,2% / 293.000 |
| Casting 2          | 26 de septiembre de 2015 | 11,3% / 298.000 |
| Gala 1             | 3 de octubre de 2015     | 16,0% / 410.000 |
| Gala 2             | 10 de octubre de 2015    | 13,1% / 315.000 |
| Gala 3             | 17 de octubre de 2015    | 11,2% / 313.000 |
| Gala 4             | 24 de octubre de 2015    | 10,7% / 282.000 |
| Gala 5             | 31 de octubre de 2015    | 11,7% / 244.000 |
| Gala 6             | 7 de noviembre de 2015   | 14,7% / 379.000 |
| Gala 7             | 14 de noviembre de 2015  | 12,9% / 322.000 |
| Gala 8 (Semifinal) | 21 de noviembre de 2015  | 15,3% / 407.000 |
| Gala 9 (Final)     | 28 de noviembre de 2015  | 22,1% / 553.000 |

### Cuarta edición (2017)
| Programa            | Estreno               | Audiencia       |
| ------------------- | --------------------- | --------------- |
| Casting 1           | 14 de enero de 2017   | 13,5% / 366.000 |
| Casting 2           | 21 de enero de 2017   | 9,5% / 252.000  |
| Gala 1              | 28 de enero de 2017   | 15,6% / 435.000 |
| Gala 2              | 4 de febrero de 2017  | 11,7% / 307.000 |
| Gala 3              | 10 de febrero de 2017 | 9,8% / 246.000  |
| Gala 4              | 18 de febrero de 2017 | 12,4% / 315.000 |
| Gala 5              | 25 de febrero de 2017 | 14,9% / 363.000 |
| Gala 6              | 4 de marzo de 2017    | 11,6% / 271.000 |
| Gala 7              | 11 de marzo de 2017   | 12,7% / 302.000 |
| Gala 8              | 18 de marzo de 2017   | 12,2% / 299.000 |
| Gala 9              | 25 de marzo de 2017   | 11,8% / 284.000 |
| Gala 10 (Semifinal) | 1 de abril de 2017    | 13,3% / 343.000 |
| Gala 11 (Final)     | 8 de abril de 2017    | 10,8% / 235.000 |